# Poêle à frire (Cyclades)
Pour les articles homonymes, voir Poêle à frire.

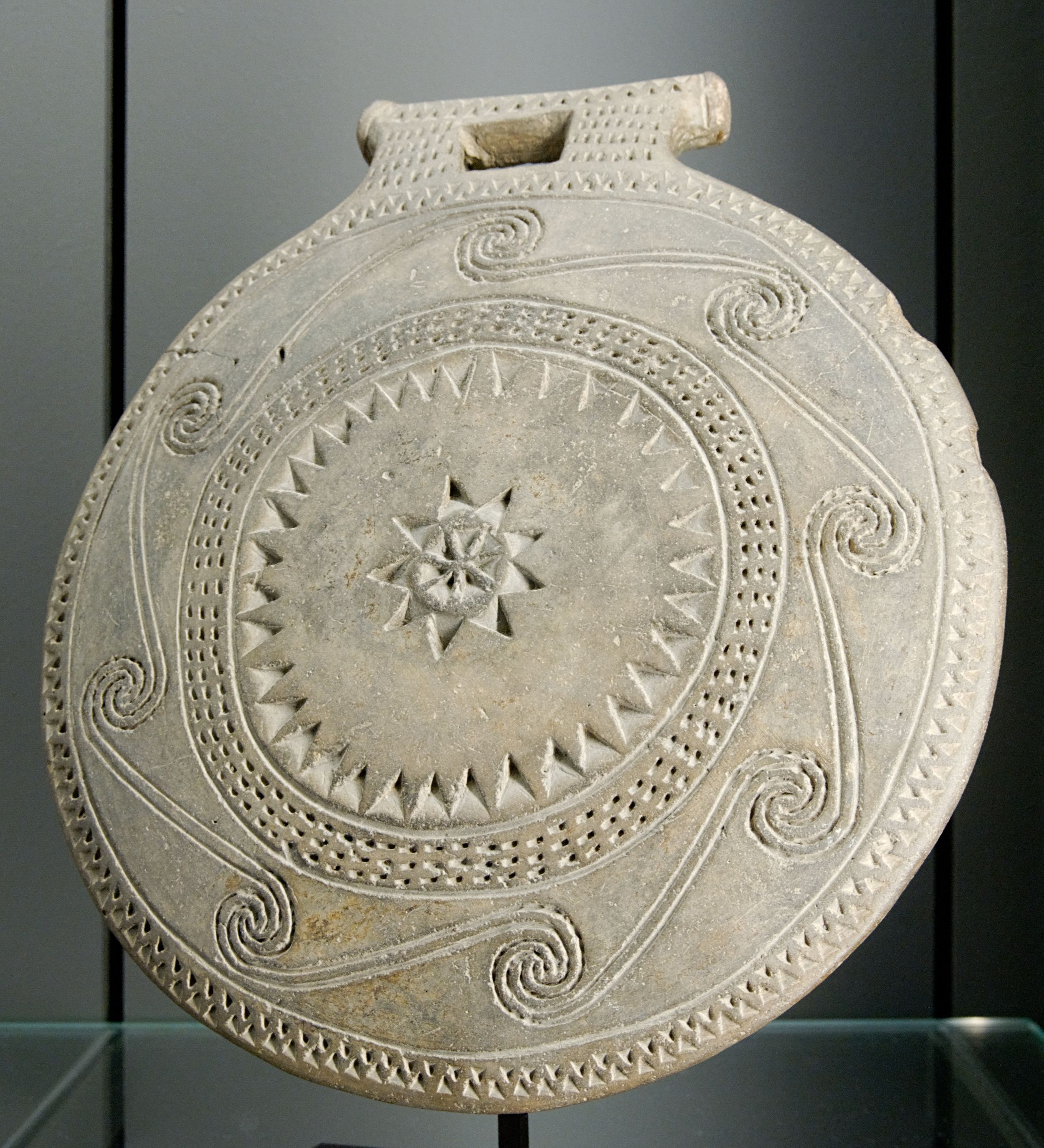
« Poêle à frire » avec décoration en spirale, Cycladique ancien I–II (vers 2700 av. J.-C., de Syros ?)

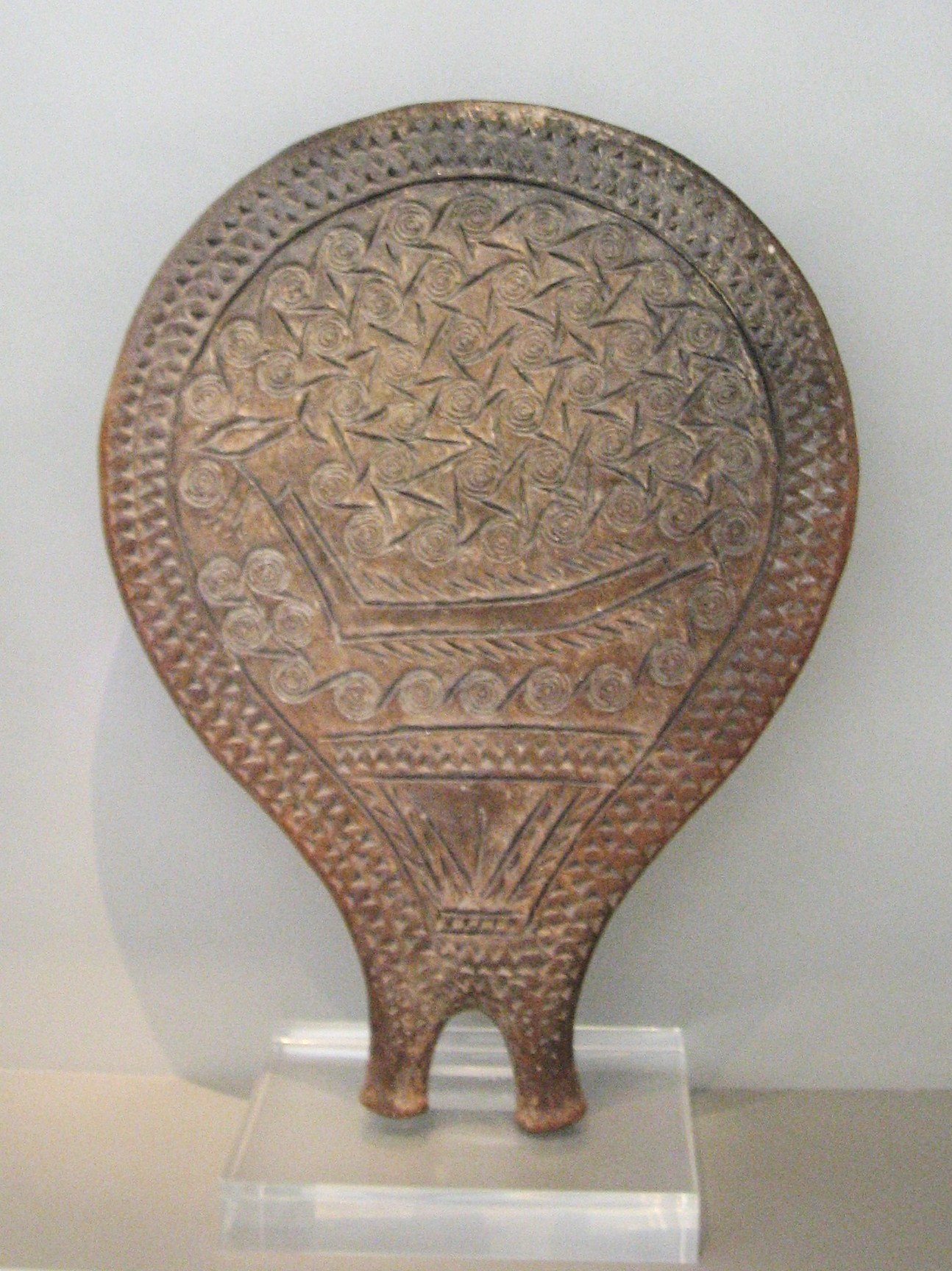
« Poêle à frire » avec décoration d'un bateau. Cycladique ancien II, Chalandrianí, Syros (Culture Keros-Syros, 2800-2300 av. J.-C.)

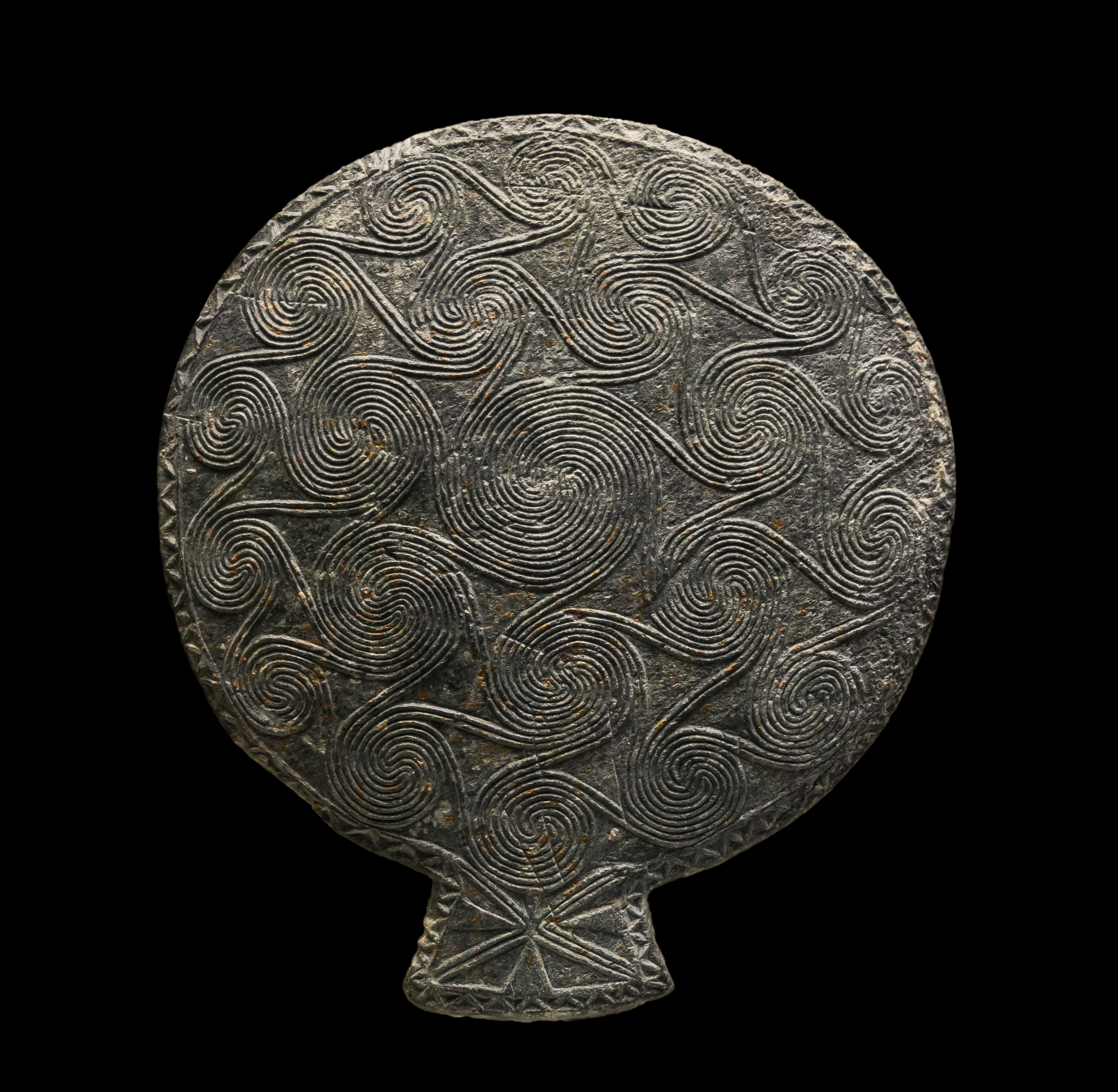
"Poêle à frire" en schiste avec spirales. Cycladique ancien I-II Naxos ?. Musée national archéologique d'Athènes.

Les « poêles à frire » (frying pans en anglais) sont des objets en céramique d'utilité non encore spécifiée découverts par l'archéologie dans les strates du Cycladique ancien II des îles de la mer Égée et dans celles de l'Helladique ancien I et II. De nombreuses spéculations ont été faites afin de déterminer la fonction de ces objets de prestige. Ils sont en effet richement décorés et leur fabrication a nécessité beaucoup de soins. Ils ont été découverts partout en Égée mais ne sont pas pour autant communs : environ 200 de ces objets ont été exhumés à ce jour. Ils ont généralement été trouvés dans des tombes bien qu'ils restent des produits funéraires très rares. Cette rareté n'aide pas à comprendre leur fonction spécifique.  

## Description
Ils ressemblent à des poêles (d'où le nom de « poêle à frire ») et ont un diamètre compris en 20 et 28 centimètres, un rebord en relief et une anse. Toute la décoration cependant tend à apparaitre sur le bord extérieur et sur la base. Les motifs sont poinçonnés ou incisés. Les poignées varient beaucoup. Il est à noter que certains pensent que le terme de « poignée » pourrait être un peu trompeur dans la mesure où certaines poignées semblent plus décoratives qu'utilitaires.
L'on distingue deux types de « poêle à frire ». L'un de ces types, dit de « type Kampos», est issu du cycladique ancien et est caractérisé par une face plate décorée par des lignes incisées en spirales. Sa poignée est rectangulaire avec une barre transversale. La figure principale commune est celle de spirales incisées tournant autour d'une étoile centrale. L'autre type est dit de « type Syros ». Dans ce type la face concave n'est pas décorée et la poignée est double. Les décorations principales sont des cercles ou des spirales concentriques et gravés, souvent accompagnés par des incises en forme de bateau ce qui est parfois interprété comme des représentations d'organes génitaux féminins. 
Les motifs de ces « poêles à frire » peuvent être : 
- De grandes étoiles avec des cercles ou des bandes à l'intérieur
- Des motifs triangulaires sur les bords (très commun et appelé ""kerbschnitt")
- Des cercles concentriques
- Des motifs semblables à des roues
- Plusieurs petites spirales groupées
- Des navires (avec des rames et des bannières en forme de poissons)

## Fonctions supposées de ces «poêles à frire»
Les fonctions supposées de ces « poêles à frire » varient largement mais les hypothèses les plus communes sont les suivantes : 
- Des assiettes
- Des ustensiles de cuisine (comme la poêle à frire actuelle)
- Des miroirs
- Des tambours
- Des objets cultuels ou religieux
- Des récipients pour libations

L'hypothèse d'assiettes est assez neutre dans la mesure où un plat peut être aussi bien un objet décoratif que religieux. Il est peu probable qu'il s'agisse d'ustensiles de cuisine car il n'y a ni traces de cuissons ni restes de nourriture et car ils ont été retrouvés dans un contexte funéraire. La théorie des tambours est peu probable puisque l'on s'attendrait à voir des trous sur les bords de façon à tendre la peau de l'instrument. En outre, avec un bon nombre de poignées sur ces objets, il serait difficile pour le batteur de tenir l'objet dans la fonction proposée. 
L'interprétation des miroirs est une hypothèse plus intéressante. Les décorations, souvent complexes, sont compatibles avec un tel rôle. Les miroirs préhistoriques en métal sont souvent décorés sur leur face arrière. La céramique ne réfléchit pas mais il a été suggéré que remplis d'eau ou d'huile ces objets pourraient faire office de miroir. Une étude a conclu que la meilleure réflexion s'obtenait avec de l'huile d'olive noircie.
La faiblesse de l'explication religieuse/cultuelle est qu'il s'agit d'une vieille antienne d'archéologues pour expliquer ce qui n'est a priori pas évident. Cependant, puisqu'ils ont été retrouvés dans un contexte funéraire, même s'ils avaient une fonction banale, ils peuvent aussi revêtir une signification symbolique plus profonde.

## Galerie

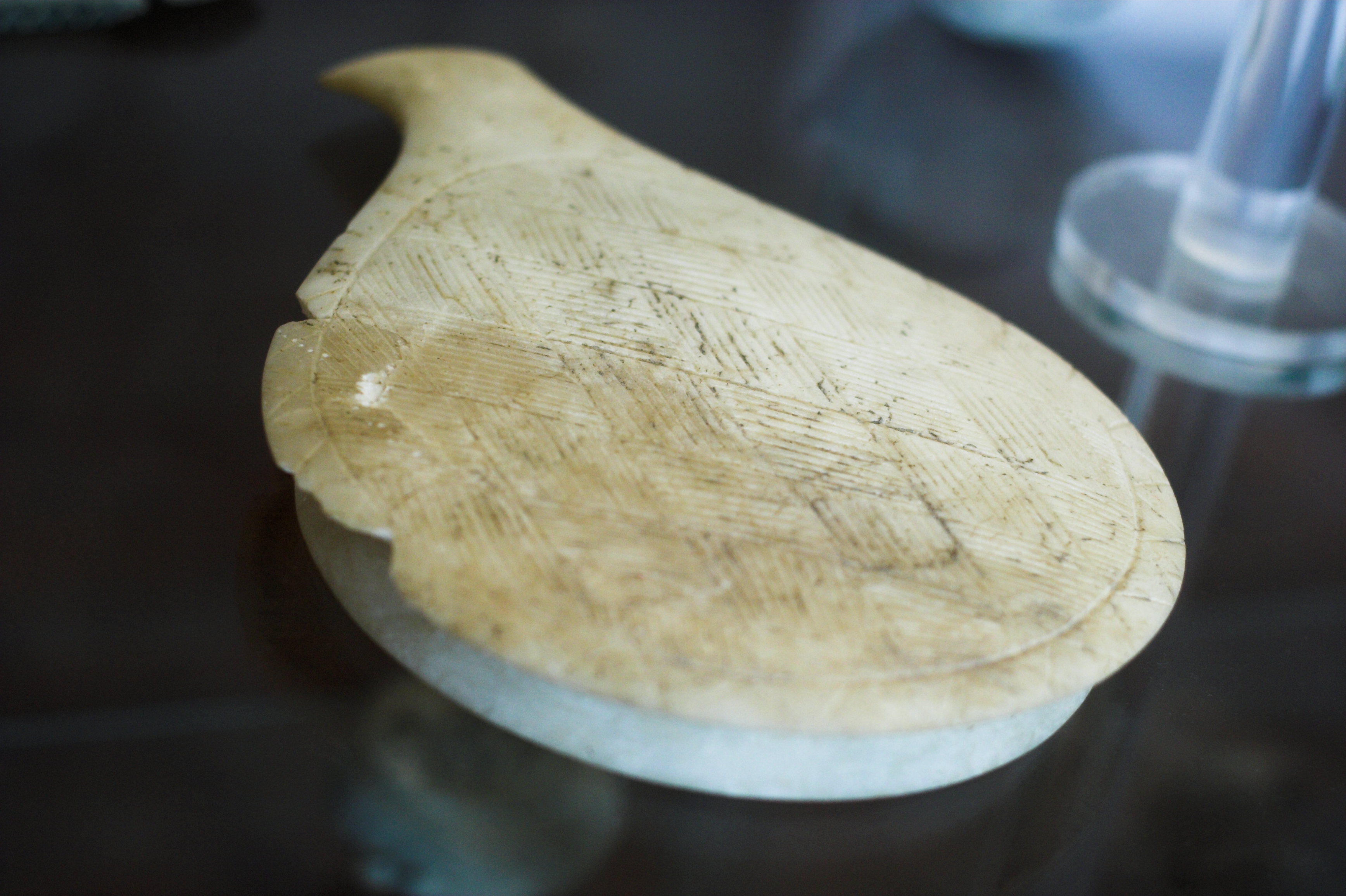
1 - « Poêle à frire » en marbre, cycladique ancien II (2800-2300 av. J.-C.), Musée archéologique de Naxos.
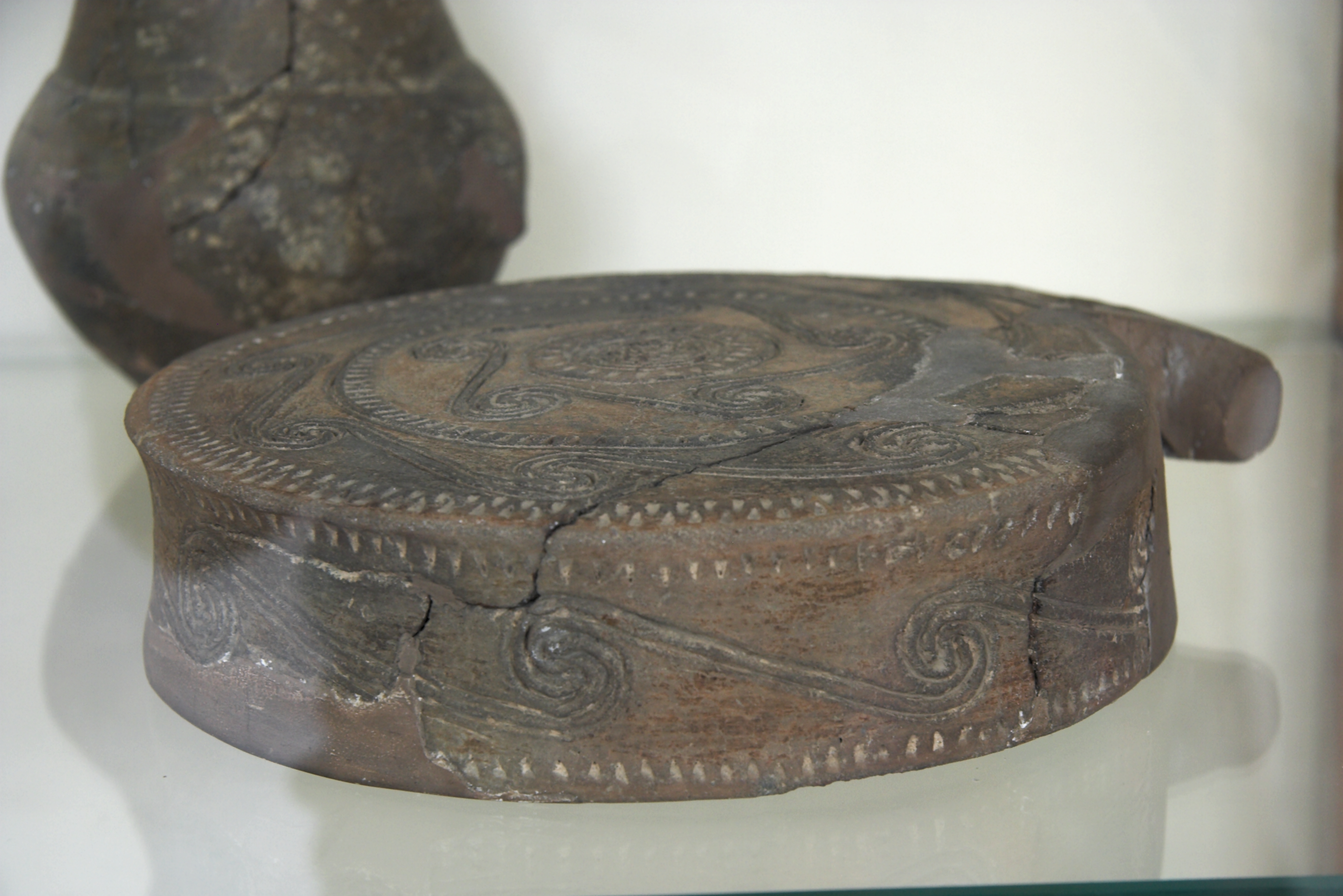
2 - « Poêle à frire » en terre cuite, cycladique ancien II (2800-2300 av. J.-C.), Musée archéologique de Paros.
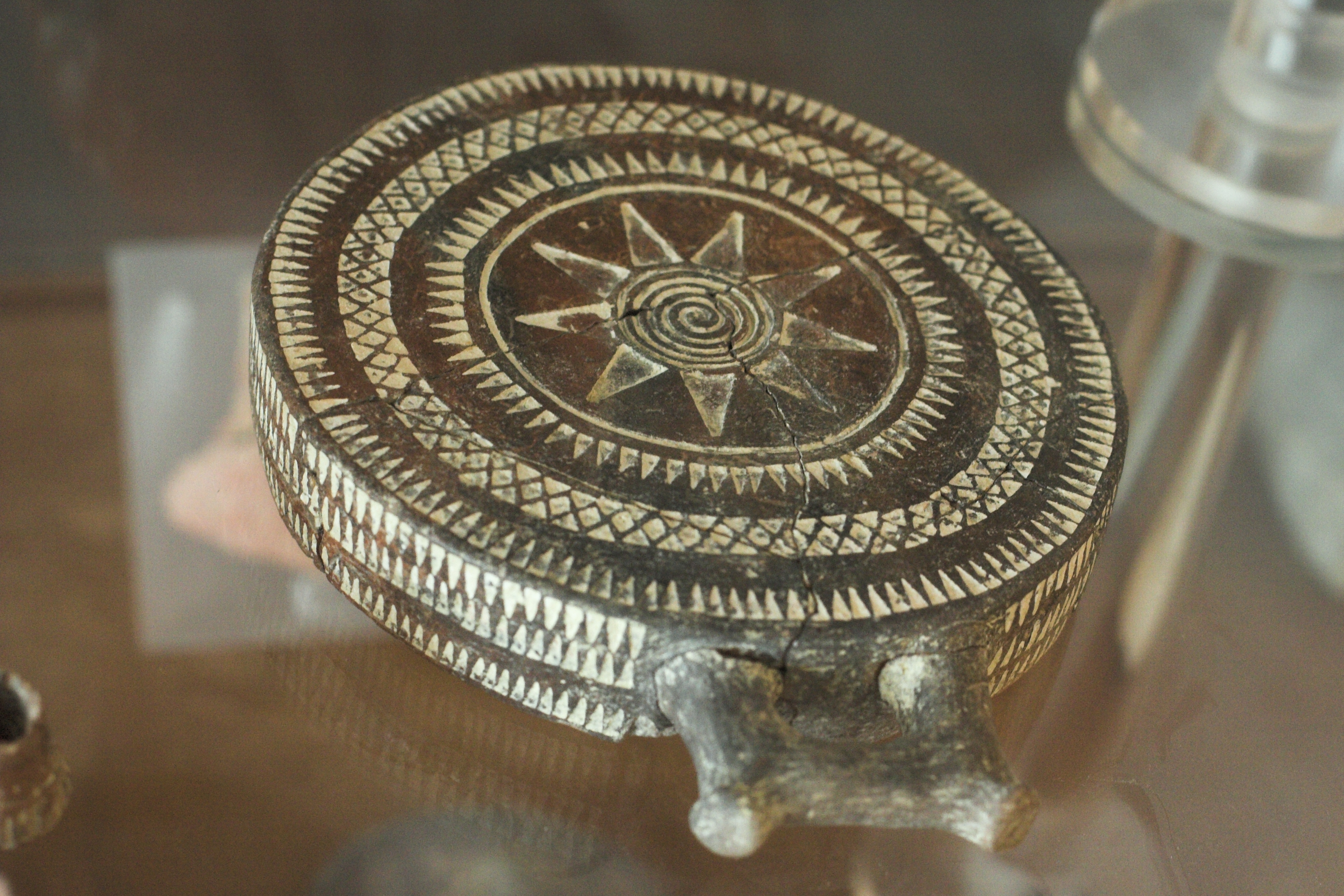
3 - « Poêle à frire » probablement trouvé à Kato Mili sur l'île de Pano Koufonisi, Musée archéologique de Naxos.